# Tercer Gabinete Söder
El gobierno de Markus Söder ejerce el poder ejecutivo de Baviera, a partir del 7 de noviembre de 2023. Encabezado por el político Markus Söder, el gobierno está integrado por los partidos políticos Unión Social Cristiana de Baviera (CSU) y Freie Wähler (FW).

## Mandato
Este gobierno está dirigido por el primer ministro social cristiano Markus Söder. Está formado y apoyado por una coalición entre la Unión Social Cristiana de Baviera (CSU) y Freie Wähler (FW). Juntos tienen 122 diputados de 203 de los escaños en el Parlamento Regional Bávaro.
Por lo tanto, sucede al Segundo Gabinete Söder, formado por la CSU y el FW.

## Gabinete Ministerial
Unión Social Cristiana de Baviera     Votantes Libres

### Ministro Presidente del Gobierno de Baviera
| Fotografía | Primer ministro | Período                | Período     | Partido | Partido |
| Fotografía | Primer ministro | Inicio                 | Fin         | Partido | Partido |
| ---------- | --------------- | ---------------------- | ----------- | ------- | ------- |
|            | Markus Söder    | 7 de noviembre de 2023 | En el cargo |         |         |

### Viceministros presidentes del Gobierno de Baviera
| Fotografía | Vice primer ministro | Período                | Período     | Partido | Partido |
| Fotografía | Vice primer ministro | Inicio                 | Fin         | Partido | Partido |
| ---------- | -------------------- | ---------------------- | ----------- | ------- | ------- |
|            | Hubert Aiwanger      | 7 de noviembre de 2023 | En el cargo |         |         |
|            | Ulrike Scharf        | 7 de noviembre de 2023 | En el cargo |         |         |

### Ministros
| Ministerio                                        | Fotografía | Titular              | Período                | Período     | Partido | Partido |
| Ministerio                                        | Fotografía | Titular              | Inicio                 | Fin         | Partido | Partido |
| ------------------------------------------------- | ---------- | -------------------- | ---------------------- | ----------- | ------- | ------- |
| Alimentación, Agricultura, Silvicultura y Turismo |            | Michaela Kaniber     | 7 de noviembre de 2023 | En el cargo |         |         |
| Asuntos Europeos e Internacionales                |            | Eric Beißwenger      | 7 de noviembre de 2023 | En el cargo |         |         |
| Asuntos Federales y Medios de Comunicación        |            | Florian Herrmann     | 7 de noviembre de 2023 | En el cargo |         |         |
| Ciencia y Arte                                    |            | Markus Blume         | 7 de noviembre de 2023 | En el cargo |         |         |
| Digitalización                                    |            | Fabian Mehring       | 7 de noviembre de 2023 | En el cargo |         |         |
| Economía, Desarrollo del Estado y Energía         |            | Hubert Aiwanger      | 7 de noviembre de 2023 | En el cargo |         |         |
| Educación y Cultura                               |            | Anna Stolz           | 7 de noviembre de 2023 | En el cargo |         |         |
| Familia, Trabajo y Asuntos Sociales               |            | Ulrike Scharf        | 7 de noviembre de 2023 | En el cargo |         |         |
| Hacienda                                          |            | Albert Füracker      | 7 de noviembre de 2023 | En el cargo |         |         |
| Interior, Deportes e Integración                  |            | Joachim Herrmann     | 7 de noviembre de 2023 | En el cargo |         |         |
| Justicia                                          |            | Georg Eisenreich     | 7 de noviembre de 2023 | En el cargo |         |         |
| Medio Ambiente y Protección del Consumidor        |            | Thorsten Glauber     | 7 de noviembre de 2023 | En el cargo |         |         |
| Salud, Atención y Prevención                      |            | Judith Gerlach       | 7 de noviembre de 2023 | En el cargo |         |         |
| Vivienda, Infraestructuras y Transporte           |            | Christian Bernreiter | 7 de noviembre de 2023 | En el cargo |         |         |